# Грабен (геологија)
Грабен је геолошка структура код које је средишњи стенски блок спуштен између низа паралелних раседа. Грабену супротна структура је хорст код кога је средишњи блок уздигнут између два или више паралелних раседа.

## Врсте
- Прост тектонски грабен (ров) настаје спуштањем дела терена који се налази између два паралелна или приближно паралелна раседа.
- Ако су обе раселинске површине вертикалне или нагнуте под приближно истим углом ка спуштеном делу добија се прост симетричан грабен. У сваком другом случају је асиметричан.
- Ако се спуштање обави дуж два упоредна система раседа добија се сложени грабен. По димензијама овај структурни облик је веома различит.
- Степеничаст грабен је сложен облик ограничен системом степеничасто распоређених раседа према спуштеном средишту.
- Флексурни грабен представља облик код кога су раседи замењени флексурама.[1]

## Занимљивости
Маријански ров (грабен) је најдубљи део светских океана и најдубље место на Земљиној кори. Највећа дубина је око 11 km и налази се на западу Северног Тихог океана, источно и јужно од Маријанских острва.
Ров формира границу између две тектонске плоче, где је Тихоокеанска плоча подвучена испод Филипинске плоче. Дно рова је дубље испод нивоа мора него што је Монт Еверест изнад њега (8.850 m). Притисак на дну износи 108,6 MPa, што је преко хиљаду пута више од стандардног атмосферског притиска на нивоу мора.
Као и други океански ровови, Маријански ров је предложен као локација за одлагање нуклеарног отпада у нади да би крајеви тектонских плоча гурнули отпад дубље у омотач Земље. Међутим, одлагање нуклеарног отпада у океанима забрањено је међународним правом. Тачна дубина океана јесте 11.034 m. 
Чаленџер, брод Краљевске морнарице, први је испитао ров 1951. године.